# Climb Dance
Pour plus de détails, voir Fiche technique et Distribution.
Climb Dance est un court métrage français réalisé par Jean-Louis Mourey sorti en 1990.

## Synopsis
Le film montre Ari Vatanen, pilotant la Peugeot 405 T16, battant le record de chronométrage sur les pistes poussiéreuses sur la course de côte du Pikes Peak dans l'État du Colorado aux États-Unis.

## Fiche technique
Sauf indication contraire, les informations mentionnées dans cette section peuvent être confirmées par la base de données cinématographiques IMDb,  présente dans la section « Liens externes ».
- Titre original : Climb Dance
- Réalisation : Jean-Louis Mourey
- Photographie : Cengiz Tacer, Jeff Lehalle, Marc Daniel, Mike Laur
- Montage : Bernard Morel
- Collaborateurs technique : Daniel Bélanger, Allan Westbrook, Dave Wolverton
- Pilote d'hélicoptère : David Youngblood
- Société de production : Groupe PSA
- Pays d'origine :  France
- Format : couleur
- Genre : film publicitaire
- Date de sortie : 1990

## Distribution
- Ari Vatanen : lui-même
- Robby Unser : lui-même

## Production
Produit pour PSA en vue d'une utilisation publicitaire, c'est un des films les plus connus et appréciés sur l'impressionnante « plus haute course de côte du monde ».
Les images, prises de différents points de l'auto avec des caméras embarquées et d'hélicoptère, montrent l'ascension de la Peugeot 405 T16, se dérobant, glissant à ras de précipice (la piste, en terre, n'étant pas équipée de barrière de sécurité) dans les épingles glissantes de la course. Elles mettent parfaitement en valeur les conditions de course, la puissance de la voiture (660 ch), ainsi que le talent des pilotes.

### Tournage
Le réalisateur Jean-Louis Morey adopte une mise en scène dynamique en alternant trois angles de caméra principaux. Un plan large aérien filmé depuis un hélicoptère suit la voiture tout au long de son ascension, et une autre caméra fixée à l'avant au ras du sol, accentue la sensation de vitesse. Enfin, une autre caméra est placée dans l’habitacle, juste derrière Ari Vatanen, permettant d’observer ses gestes au volant.

## Distinctions
- Festival de Chamonix 1990 : Grand Prix du film
- International Film Festival Houston  1990 : Gold Award
- US Industrial Film & Video Festival Chicago  1990 : Silver Screen
- Festival International du Film d'aventure Val d'Isère 1990 : Prix spécial du Jury

## Postérité
Le film est présent en bonus caché dans le jeu V-Rally 2 ainsi que la Peugeot 405 T16, cette dernière étant la voiture bonus la plus puissante du jeu[réf. nécessaire].